# Bobby Clark (Fußballspieler, 2005)
Bobby-Lamont Clark (* 7. Februar 2005 in Epsom) ist ein englischer Fußballspieler. Der zentrale Mittelfeldspieler steht als Leihspieler des FC Red Bull Salzburg bei Derby County unter Vertrag.

## Karriere

### Verein
Clark begann seine Karriere in der Jugendabteilung von Newcastle United – bei diesem Verein war bereits sein Vater Lee Profispieler gewesen. 2021 wechselte er in den Jugendbereich des FC Liverpool. Hier wurde er noch im selben Jahr für die U21 im Pokal und in der Liga eingesetzt und spielte außerdem mit der U19 in der UEFA Youth League. Zu Beginn der nächsten Saison folgte seine erste Nominierung für den Spieltagskader der A-Mannschaft. Am vierten Spieltag debütierte er schließlich in der Premier League im Spiel gegen AFC Bournemouth nach einer Einwechslung in der 83. Minute für Trent Alexander-Arnold beim Stand von 8:0. Neben seinen Kadernominierungen für die Profimannschaft fand der Spieler in der Saison 2022/23 weiterhin Verwendung in der U19 und U21.
Nach insgesamt 14 Pflichtspieleinsätzen für Liverpool wechselte Clark im August 2024 zum österreichischen Bundesligisten FC Red Bull Salzburg, bei dem er einen bis 2029 laufenden Vertrag erhielt. In Salzburg konnte er sich aber nicht etablieren, insgesamt lief er in 17 Partien in der Bundesliga für Red Bull auf. Im August 2025 kehrte er nach England zurück und wechselte leihweise zu Zweitligist Derby County.

### Nationalmannschaft
Clark absolvierte zwischen 2019 und 2021 zwei Partien für die englische U15- und ein Spiel für die U16-Nationalmannschaft. Im September 2022 folgte sein Debüt für die englische U18, im September 2023 für die U19.

## Titel
- Englischer Ligapokalsieger: 2024